# Pangshura tentoria
Pangshura tentoria är en sköldpaddsart som beskrevs av den brittiske zoologen John Edward Gray 1834. Pangshura tentoria ingår i släktet Pangshura och familjen Geoemydidae. IUCN kategoriserar arten globalt som livskraftig.
Arten förekommer i östra Indien, Nepal och Bangladesh.

## Underarter
Arten delas in i följande underarter:
- K. t. tentoria
- K. t. circumdata
- K. t. flaviventer